# Frosted Flakes

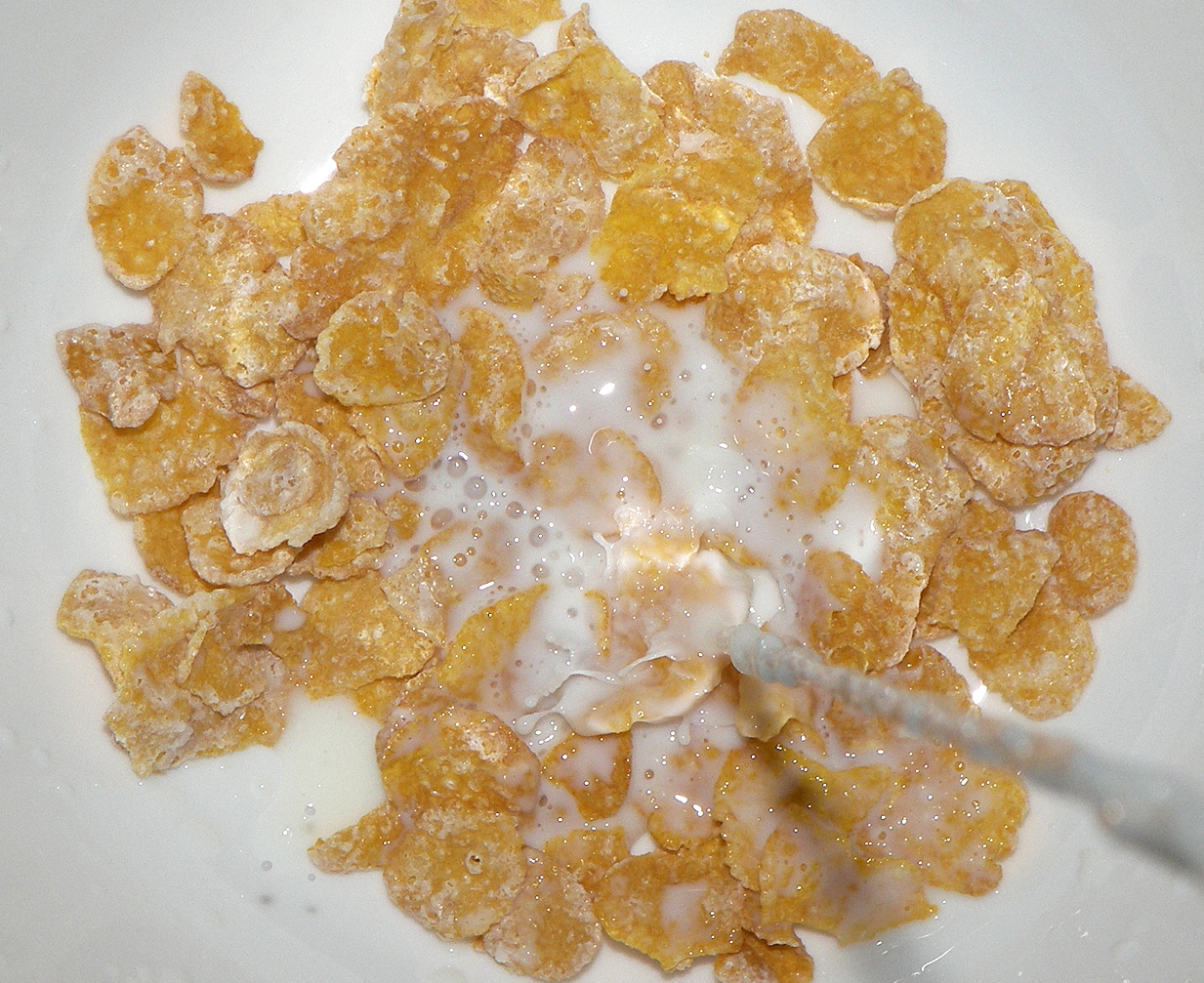
Frosted Flakes

Frosted Flakes es un cereal para el desayuno creado por la compañía Kellogg's e introducido en el mercado estadounidense. Es conocido en otros mercados como Corn Frost (콘푸로스트) —Corea del Sur—, Frosties —Europa—, Sucrilhos —Brasil— y Zucaritas —Hispanoamérica—. Está compuesto de maíz tostado.
Técnicamente se le conoce como hojuelas de maíz azucaradas.
La mascota del producto es el Tigre Tony, conocido en España e Hispanoamérica como tal excepto en México que se le llama Tigre Toño. Apareció en los cereales en 1953,y también en varios comerciales hasta la actualidad. El mensaje que intenta transmitir es el de que sus cereales dan fuerza, por lo que este producto tiene como eslogan «Saca el tigre que hay en ti" en Hispanoamérica o «Despierta el tigre que hay en ti» en España.

## Valor nutricional
| Lípidos              | Porcentaje del total de lípidos | Concentración (g/L) |
| -------------------- | ------------------------------- | ------------------- |
| Triacilglicéridos    | 96-98                           | 31                  |
| Diacilglicéridos     | 2,10                            | 0,72                |
| Monoacilglicéridos   | 0,08                            | 0,03                |
| Fosfolípidos         | 1,1                             | 0,35                |
| Ácidos grasos libres | 0,2                             | 0,08                |
| Colesterol           | 0,45                            | 0,15                |
| Hidrocarburos        | rastros                         | rastros             |
| Ésteres de esteroles | rastros                         | rastros             |